# Reforme administrative ale Poloniei
Împărțirea administrativă a Poloniei s-a schimbat de cinci ori după al Doilea Război Mondial. Reformele au loc în ani: 1946, 1950, 1957, 1975 și 1999. Cu excepția reformei din 1975, împărțire a fost compusă din trei tipuri de unități: voievodat (poloneză województwo, plural 2-4 województwa), powiat (plural powiaty) și comună (gmina lub gromada, plural gminy, gromady).

## Înainte reforma din 1946

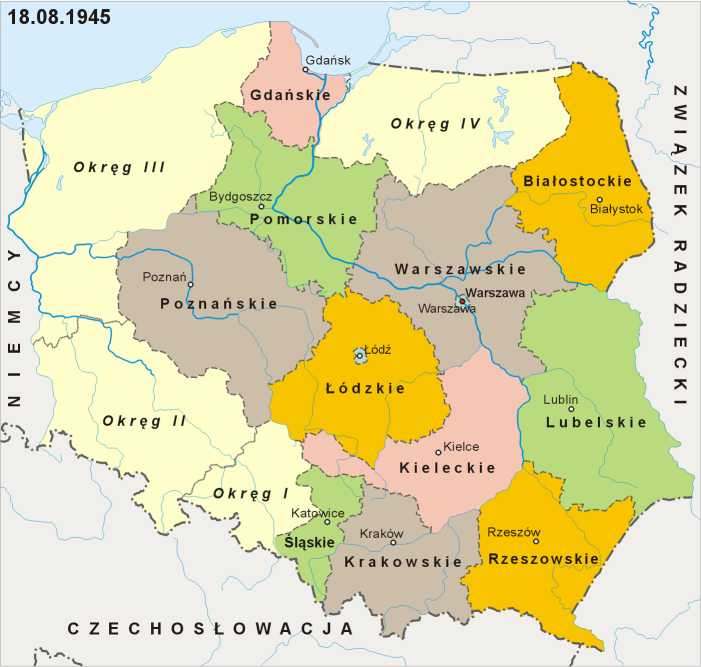
Împărţirea administrativă a Poloniei — 18 august 1945.

Imediat după Al Doilea Război Mondial, Polonia a fost împărțită în mod foarte haotic și dezordonat, având două tipuri de unitățile administrative din nivelul cel mai inalt: voievodate, la partea țării care a rămas din fostă A două Republica Poloneza, și ținuturi (okręg, plural okręgi), la partea primită de Germania:
- voievodatul Białystok
- voievodatul Cracovia
- voievodatul Kielce
- voievodatul Liov
- voievodatul Lublin
- voievodatul Łódź
- voievodatul Pomerania
- voievodatul Poznań
- voievodatul Silezia
- voievodatul Varșovia
- Varșovia (orașul cu drepturile voievodatului)
- ținutul I
- ținutul II
- ținutul III
- ținutul IV

Înainte 1946, guvernul a făcut următoare schimbări:
- la 1 aprilie 1945 — powiat miechowski a fost mutat de la voievodatul Kielce la voievodatul Cracovia.
- la 7 aprilie 1945 — din teritoriile Orașului Liber Danzig și ale celor șase powiate ale voievodatului Pomerania (Gdynia, Kartuzy, morski, Starogard Gdański, Kościerzyna și Tczew) a fost format voievodatul Gdańsk. Capitala voievodatului Pomerania a fost mutată de la Toruń la Bydgoszcz.
- la 7 mai 1945 — autonomia voievodatului Silezia a fost anulată.
- la 9 august 1945 — o parte a voievodatului Liov a devenit o parte a voievodatului Lublin.
- la 18 august 1945 — voievodatul Liov a fost lichidat și înlocuit cu voievodatul Rzeszów. Câteva powiate au fost mutate de la unele voievodate la celelalte. Orașul Łódź a primit drepturi de voievodatul separat.

Înainte reformă administrativă din 1946, existau și probleme cu denumirea powiatelor, în special celor împărțite de frontieră statului. Unele au folosit denumire poloneză — średzki, wrocławski, celelalte — denumire germană polonizată — rychonecki, jansborski. 
La dată de 21 august 1945 au existat 276 de powiate și 27 de municipii.

## Reforma din 1946

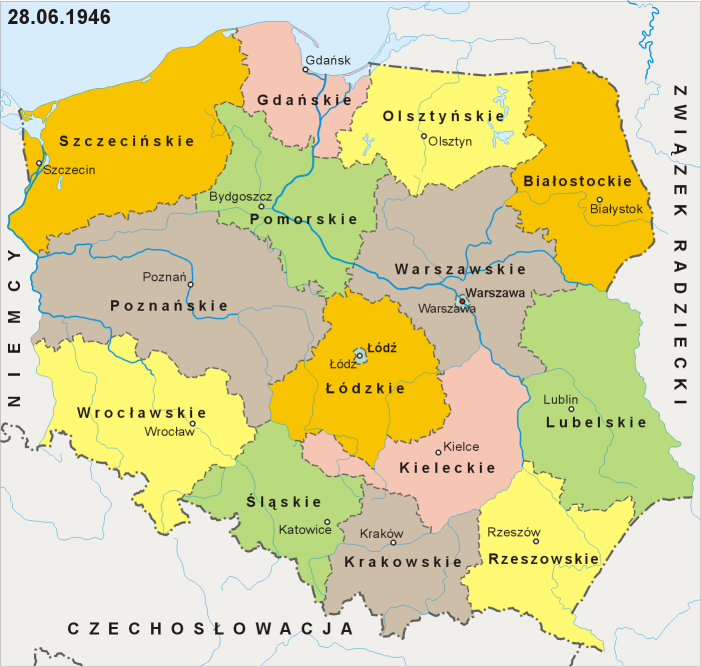
Împărţirea administrativă a Poloniei — 28 iunie 1946.

Prima regulație a împărțirii haotice a fost făcută la 28 iunie 1946, după ordonanța Consiliului Miniștrilor din 29 mai 1946. La „Teritorii Recuperate” (Ziemie Odzyskane) — teritoriul primit după Al Doilea Război Mondial — au fost formate trei noi voievodate: voievodatul Olsztyn, voievodatul Szczecin și voievodatul Wrocław, lichidând paralel ținuturi. Și denumirile powiatelor au fost finalmente regulate. 
S-au schimbat și frontierele voievodatelor vechi — regiunea Lubusz a fost unită cu voievodatul Poznań, orașul Elbląg și împrejurimile sale au devenit o parte a voievodatului Gdańsk, powiatele ełcki, gołdapski și olecki — o parte a voievodatul Białystok.
Cele 14+2 voievodate ale Poloniei au fost:
- voievodatul Białystok
- voievodatul Bydgoszcz (voievodatul Pomerania)
- voievodatul Cracovia
- voievodatul Katowice (voievodatul Silezia, voievodatul Silezia-Dąbrowa)
- voievodatul Kielce
- voievodatul Lublin
- voievodatul Łódź
- voievodatul Olsztyn
- voievodatul Poznań
- voievodatul Rzeszów
- voievodatul Szczecin
- voievodatul Varșovia
- voievodatul Wrocław
- Łódź (orașul cu drepturile voievodatului)
- Varșovia (orașul cu drepturile voievodatului)

Reforma din 1946 au condus la crearea regiunilor mari. Totuși, voievodatele au apărut să fiu complet ineficiente. Acesta a cauzat reforma următoare din 1950.

## Reforme din 1950 și 1957

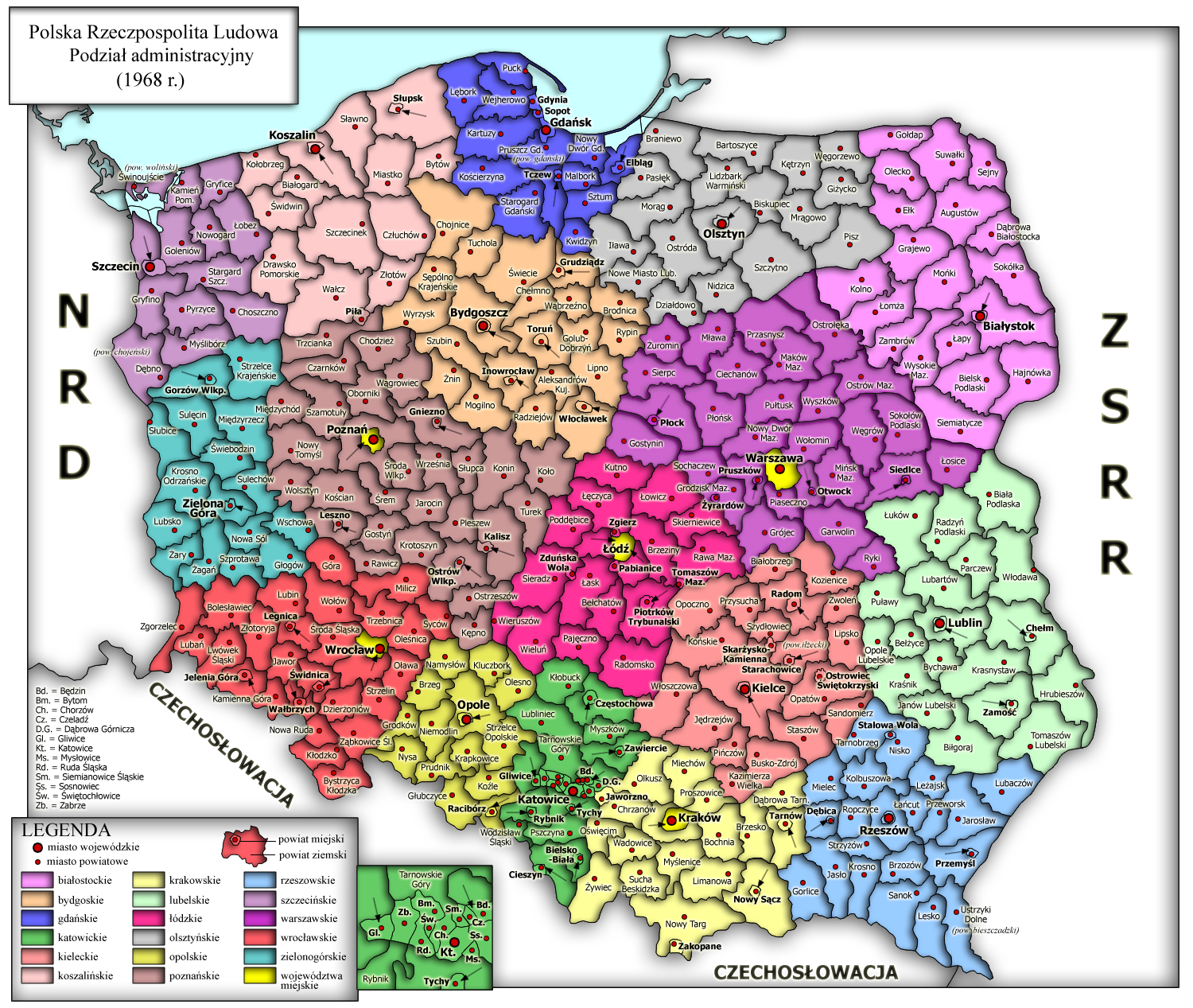
Împărţirea administrativă a Poloniei — 1968.

În 1950, cele mai mari și mai dens populate voievodate: voievodatul Katowice, voievodatul Poznań și voievodatul Szczecin au fost împărțite în unități separate: 
- din partea vestică a voievodatului Katowice a fost creat voievodatul Opole
- din partea vestică a voievodatului Poznań a fost creat voievodatul Zielona Góra
- din partea estică a voievodatului Szczecin a fost creat voievodatul Koszalin

Deși Koszalin și Zielona Góra, capitalele voievodatelor noi, nu erau cele mai mari orașe ale lor (respectiv Słupsk și Gorzów Wielkopolski erau mai mari), au fost mai bine situate din punct de vedere al transportului și au o bază necesară pentru a introduce organe administrative.
În 1950 s-a făcut și corecturile frontierelor celorlalte voievodate, și s-a creat câteva powiate noi. Într-o perioadă între 1950 și 1975 143 de sate au primit drepturile de oraș, iar 20 de orașe le-au pierdut. A fost și introdusă unitate nouă: așezare de tip urban, organizată după modelul sovietic. 
În general, împărțirea administrativă dintre perioada de timp 1950-1957, este foarte asemănatoare cu cea de astăzi. Cea mai vizibilă diferență este lipsa voievodatului Koszalin. Chiar și frontierele powiatelor sunt în mult identice, iar nimic nu s-a schimbat la nivelul comunelor.